# Rozdroże pod Gołym Wierchem
Rozdroże pod Gołym Wierchem (słow. Pod Holým vrchom) – rozdroże szlaków turystycznych na Magistrali Tatrzańskiej w słowackich Tatrach Zachodnich. Położone jest u wylotu Doliny Tarnowieckiej, na południowych podnóżach Gołego Wierchu znajdującego się w zakończeniu południowej grani Barańca. Rozdroże znajduje się w lesie, po zachodniej stronie potoku Tarnowieczanka. Polska mapa podaje dokładną wysokość tego rozdroża – 896 m n.p.m., na słowackiej mapie jest to około 900 m.
Na rozdrożu pod Gołym Wierchem krzyżują się dwa szlaki turystyki pieszej, a także dwa szlaki rowerowe.

## Szlaki turystyczne
czerwony (fragment Magistrali Tatrzańskiej): wylot Doliny Żarskiej – Pod Uboczą – rozdroże pod Gołym Wierchem – wylot Doliny Wąskiej.  Czas przejścia: 2:25 h
  niebieski: Jakubowiany – rozdroże pod Gołym Wierchem – Goły Wierch. Czas przejścia od rozdroża na Goły Wierch: 2:30 h, 1:50 h
 rowerowy: Liptowski Mikułasz – Żar – wylot Doliny Żarskiej – Pod Uboczą – rozdroże pod Gołym Wierchem – wylot Doliny Wąskiej – autokemping „Raczkowa” – Przybylina
 rowerowy: Liptowski Mikułasz – Jakubowiany – rozdroże pod Gołym Wierchem